# The Maybe Man
 (mars 2025).
Si vous disposez d'ouvrages ou d'articles de référence ou si vous connaissez des sites web de qualité traitant du thème abordé ici, merci de compléter l'article en donnant les références utiles à sa vérifiabilité et en les liant à la section « Notes et références ».
 (novembre 2023).
The Maybe Man est le cinquième album studio du groupe pop américain AJR, sorti le 10 novembre 2023, deux ans après leur précédent album studio OK Orchestra (2021). Il s'agit du premier album du groupe publié dans le cadre de leur contrat avec Mercury Records.

## Liste des pistes
Toutes les chansons sont écrites et composées par Adam Met, Jack Met, et Ryan Met..
| The Maybe Man track listing | The Maybe Man track listing    | The Maybe Man track listing | The Maybe Man track listing | The Maybe Man track listing | The Maybe Man track listing | The Maybe Man track listing | The Maybe Man track listing | The Maybe Man track listing | The Maybe Man track listing |
| No                          | Titre                          | Durée                       |                             |                             |                             |                             |                             |                             |                             |
| --------------------------- | ------------------------------ | --------------------------- | --------------------------- | --------------------------- | --------------------------- | --------------------------- | --------------------------- | --------------------------- | --------------------------- |
| 1.                          | Maybe Man                      | 3:40                        |                             |                             |                             |                             |                             |                             |                             |
| 2.                          | Touchy Feely Fool              | 3:35                        |                             |                             |                             |                             |                             |                             |                             |
| 3.                          | Yes I'm a Mess                 | 2:44                        |                             |                             |                             |                             |                             |                             |                             |
| 4.                          | The Dumb Song                  | 3:45                        |                             |                             |                             |                             |                             |                             |                             |
| 5.                          | Inertia                        | 3:40                        |                             |                             |                             |                             |                             |                             |                             |
| 6.                          | Turning Out Pt. iii            | 3:50                        |                             |                             |                             |                             |                             |                             |                             |
| 7.                          | Hole in the Bottom of My Brain | 3:07                        |                             |                             |                             |                             |                             |                             |                             |
| 8.                          | The DJ Is Crying for Help      | 3:39                        |                             |                             |                             |                             |                             |                             |                             |
| 9.                          | I Won't                        | 2:48                        |                             |                             |                             |                             |                             |                             |                             |
| 10.                         | Steve's Going To London        | 4:47                        |                             |                             |                             |                             |                             |                             |                             |
| 11.                         | God Is Really Real             | 2:59                        |                             |                             |                             |                             |                             |                             |                             |
| 12.                         | 2085                           | 5:31                        |                             |                             |                             |                             |                             |                             |                             |
| 44:12                       |                                |                             |                             |                             |                             |                             |                             |                             |                             |